# Matwij Hryhorjew

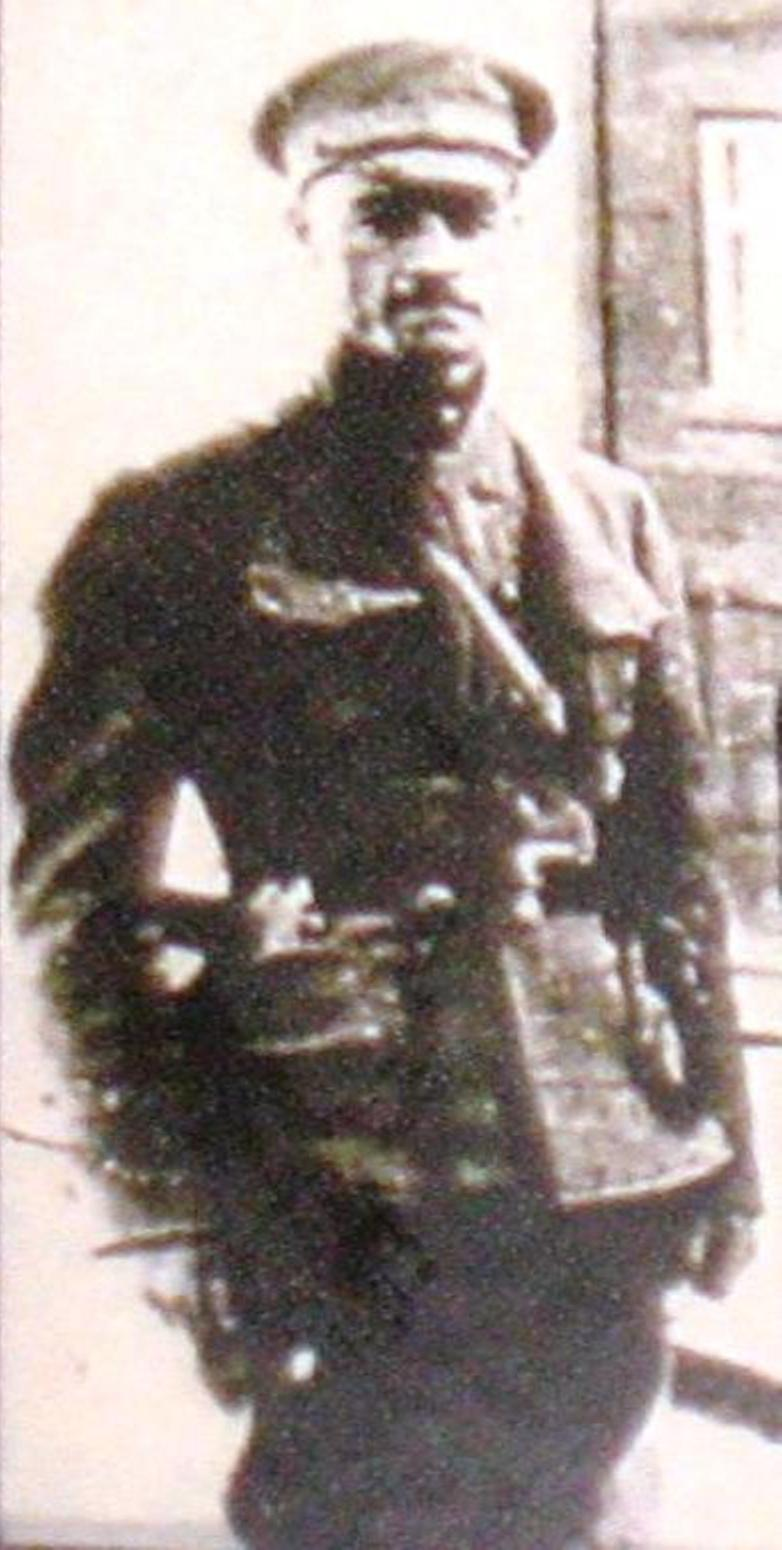
Ataman Nikifor Grigoriev 1919

Matwij Oleksandrowytsch Hryhorjew (ukrainisch Матвій Олександрович Григор'єв, bekannt als Ataman Nikifor Grigoriev (auch Grigorev oder Grigor`ev); * 1884 in Sastawlja (Заставля) bei Dunajiwzi, Gouvernement Podolien, Russisches Kaiserreich (anderen Informationen nach in Werbljuschka); † 27. Juli 1919 in Sentowe, dem heutigen Rodnykiwka, Ukrainische Volksrepublik) war ein Offizier der kaiserlich-russischen Armee, der ab 1919 eine anarchistische Bauernarmee in der Ukraine anführte und mit Nestor Machno zusammenarbeitete.

## Leben

### Offizier der russischen Armee
Über das Leben Hryhorjews vor dem Ausbruch der russischen Revolution ist nicht viel bekannt: Er war ein Offizier der Kavallerie in der kaiserlich russischen Armee und erhielt dort den St.-Georg-Orden. Er diente im Russisch-Japanischen Krieg und ab 1914 in einem Infanterie Regiment, in welchem er sich durch besondere Tapferkeit auszeichnete. Er wurde Leutnant im 58. Prager Infanterie-Regiment und war ab 1917 Mitglied in der Sozialistisch-Revolutionären Partei. 

### Partisanenkampf in der Ukraine

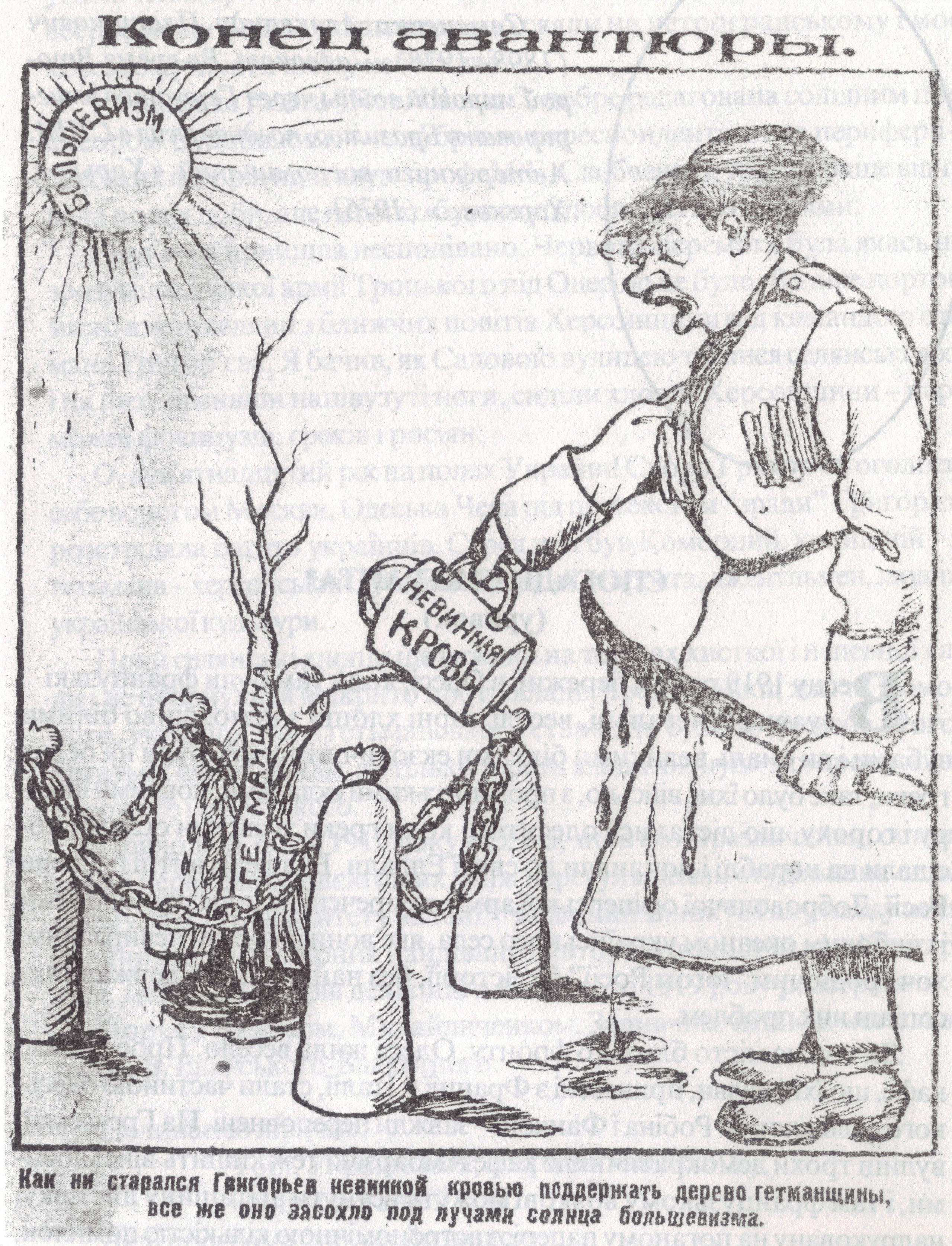
Sowjetische Karikatur

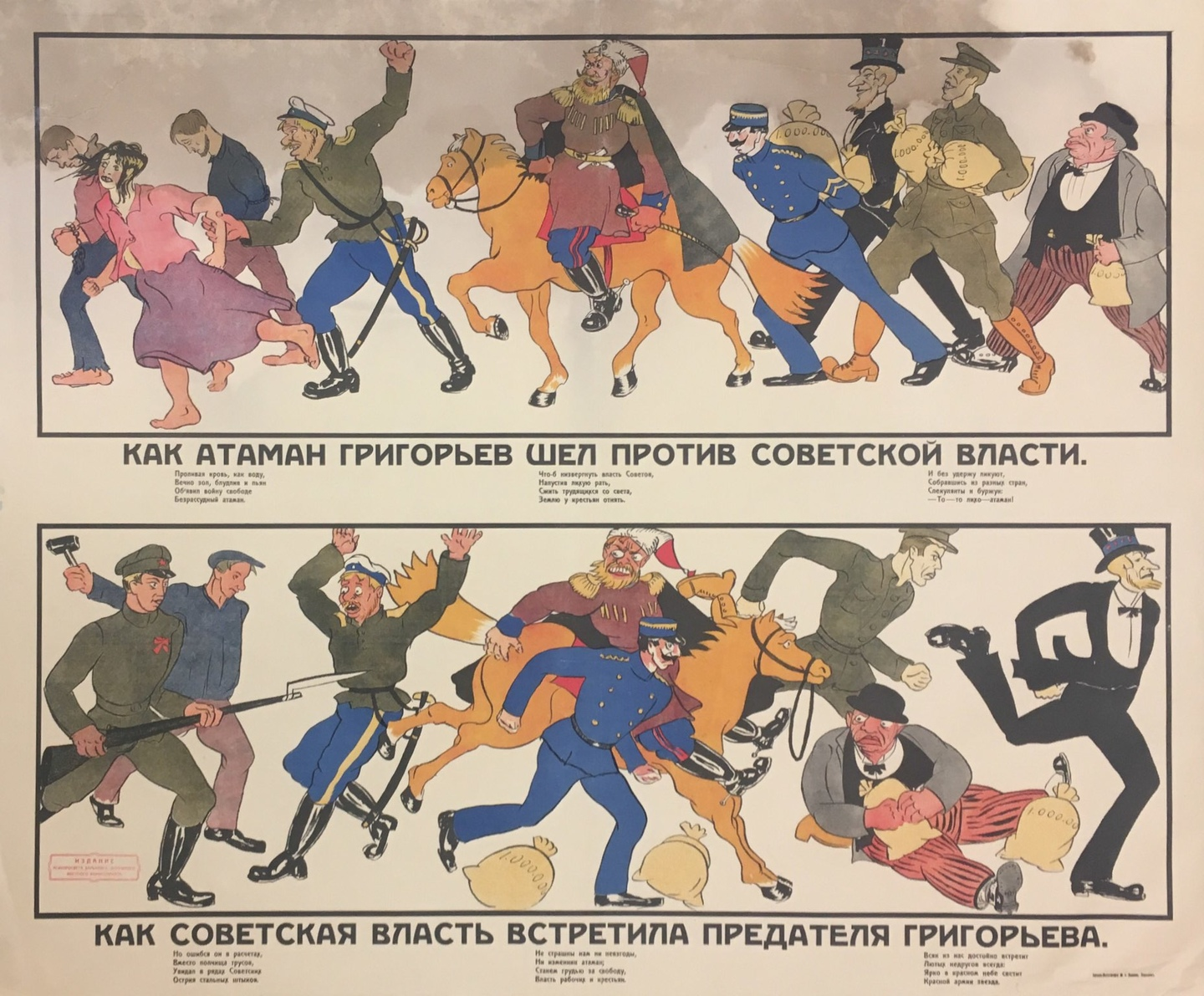
Darstellung von Hryhorjew in einer zeitgenössischen propagandistischen Darstellung der Bolschewiki

Nach dem Friedensvertrag von Brest-Litowsk tat er seinen Dienst zuerst in der neu gegründeten Ukrainischen Armee, stellte jedoch ab Dezember 1918 eine Partisanenarmee auf, um gegen die von den Mittelmächten beeinflusste Regierung und die von der Entente geschickte Truppen vorzugehen. Hryhorjews Truppe umfasste am Zenit etwa 12.000 Mann und operierte hauptsächlich im Gouvernement Cherson. Die Truppe war bunt zusammengewürfelt und bestand auch aus vielen Kosaken und anderen Soldaten der ehemaligen russischen Armee, die nach dem Untergang des Kaiserreichs die Seiten wechselten. Einen großen Erfolg konnte Hryhorjew verzeichnen, als er die letzten französischen Truppen aus Odessa vertreiben konnte. Er forderte eine „Ukraine für Ukrainer“ und hoffte zeitweise, Hetman der Ukraine zu werden. Bis zum Mai 1919 waren seine Truppen Teil der Roten Armee, jedoch begannen die Soldaten am 4. Mai 1919 Pogrome gegen Juden und gegen bolschewistische Kommissare. Das brachte Hryhorjew in eine schwierige Situation, denn zum einen kooperierte er zu diesem Zeitpunkt mit den Bolschewiki, zum anderen musste er jedoch auch das komplizierte Gefüge in seiner Truppe beachten, in der die antibolschewistischen Strömungen zunehmend an Einfluss gewannen.

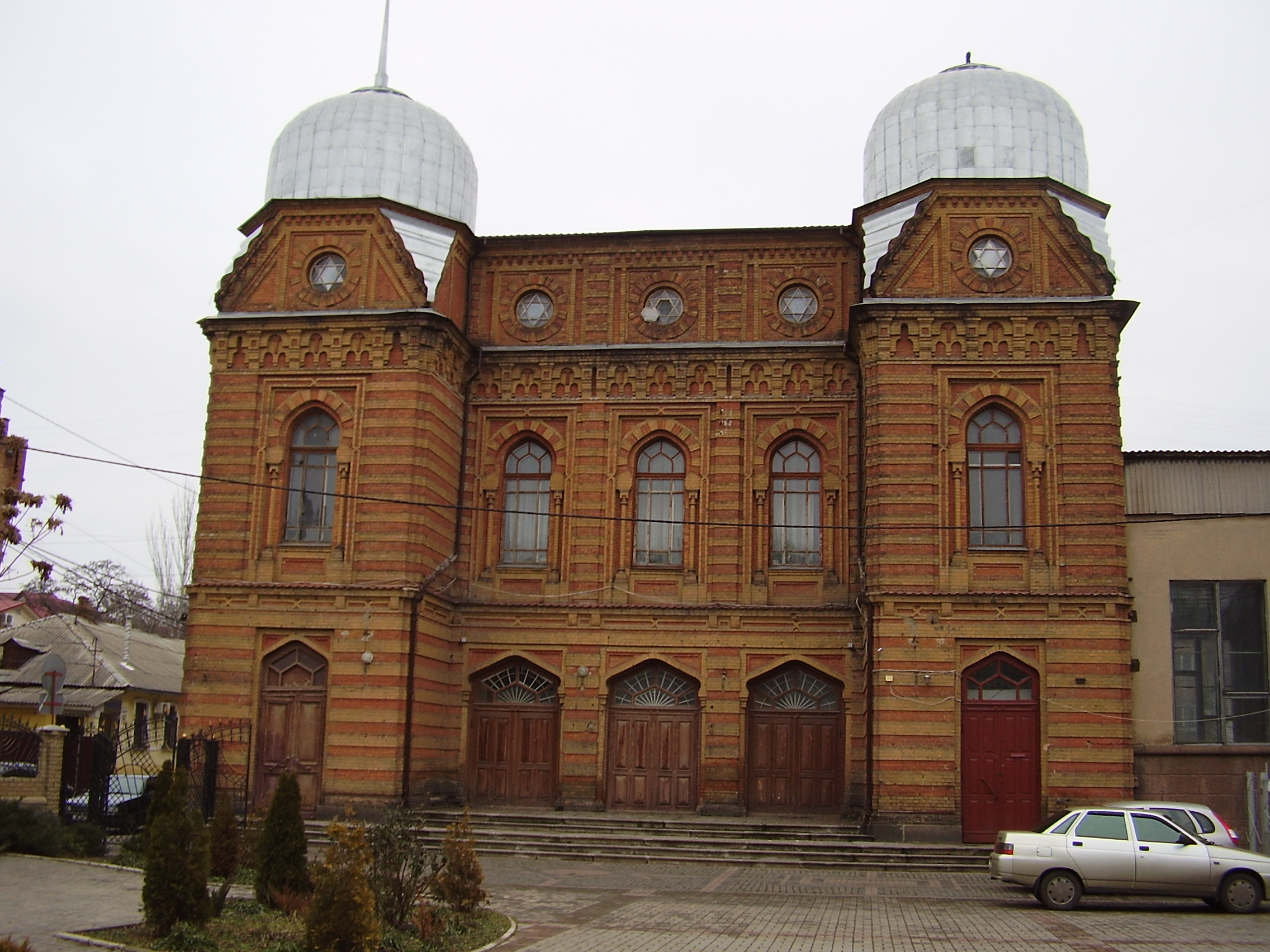
Die Große Chorsynagoge in Kropywnyzkyj, während des Aufstands geplündert

Hryhorjew entschied sich dafür, sich gegen die Bolschewiki zu stellen und entfachte so am 6. Mai eine Revolte gegen die Bolschewiki in der rechtsufrigen Ukraine. Seinen Männern gelang es Oleksandrija, Krementschuk, Tscherkassy, Uman und Kropywnyzkyj zu besetzen. Anschließend rief er am 8. Mai die Sowjetrepublik Ukraine aus, in der die Sitze gerecht verteilt wurden (80 % Ukrainer, 5 % Juden und 15 % Russen). Entgegen diesem Plan begannen seine Männer zu der Zeit mit Massakern an Russen und Juden. Am 15. Mai startete die Rote Armee eine Gegenoffensive von Odessa, Kiew und Poltawa aus. Innerhalb von 2 Wochen wurden alle Städte, die Hryhorjew erobert hatte, zurückerobert. Als Reaktion darauf nahm Hryhorjew eine stark nationalistische Position ein und näherte sich Nestor Machno an. Machno akzeptierte dies und so arbeitete er ab Juli mit ihm zusammen. Bereits am 27. Juli 1919 kam es zur Meinungsverschiedenheit zwischen den beiden, woraufhin Hryhorjew plante, zur weißen Armee überzulaufen, was für Machno inakzeptabel war. Daher planten er und sein Stab Hryhorjew zu exekutieren. Hryorjew wurde anschließend von Männern Machnos auf unbekannte Weise getötet.